# Liste der ecuadorianischen Leichtathletikrekorde
Die ecuadorianischen Leichtathletik-Landesrekorde sind die Bestleistungen von ecuadorianischen Athleten, die bei Disziplinen der Leichtathletik aufgestellt worden sind. In den hier aufgeführten Rekorden wurden zum einen keine Bestleistungen berücksichtigt, bei denen manuelle Zeitnahme verwendet wurde, und zum anderen keine Bestleistungen, für die World Athletics keine offiziellen Freiluft-Rekorde führt.

## Olympische Disziplinen
(Die Daten basieren auf einem Stand vom 24. September 2016.)

### Freiluft-Rekorde, Männer
| Disziplin               | Rekord                                                                             | Athlet/Athleten                                                  | Datum              | Ort               |
| ----------------------- | ---------------------------------------------------------------------------------- | ---------------------------------------------------------------- | ------------------ | ----------------- |
| 100 m                   | 10,09 s A (+2,0 m/s)                                                               | Álex Quiñónez                                                    | 25. Mai 2013       | Medellín          |
| 200 m                   | 20,28 s (+0,7 m/s)                                                                 | Álex Quiñónez                                                    | 7. August 2012     | London            |
| 400 m                   | 46,48 s A                                                                          | Dick Perlaza                                                     | 30. Juli 1997      | Quito             |
| 800 m                   | 1:46,55 min                                                                        | Bayron Piedra                                                    | 25. Mai 2008       | Belém             |
| 1500 m                  | 3:37,88 min                                                                        | Bayron Piedra                                                    | 25. Juli 2007      | Rio de Janeiro    |
| 5000 m                  | 13:23,72 min                                                                       | Bayron Piedra                                                    | 22. Juni 2012      | Ninove            |
| 10.000 m                | 27:32,59 min                                                                       | Bayron Piedra                                                    | 1. Mai 2011        | Palo Alto         |
| Marathon                | 2:09:44 h                                                                          | Silvio Guerra                                                    | 19. Oktober 1997   | Chicago           |
| 110 m Hürden            | 13,44 s (+1,2 m/s)                                                                 | Jackson Quiñónez                                                 | 24. August 2004    | Athen             |
| 400 m Hürden            | 49,76 s                                                                            | Emerson Alejandro Chala                                          | 28. November 2013  | Trujillo          |
| 3000 m Hindernis        | 8:48,50 min                                                                        | Pablo Ramírez                                                    | 5. April 1997      | Mar del Plata     |
| Hochsprung              | 2,30 m                                                                             | Diego Ferrín                                                     | 27. Oktober 2011   | Guadalajara       |
| Stabhochsprung          | 5,36 m                                                                             | José Rodolfo Pacho                                               | 8. April 2016      | Santiago de Chile |
| Weitsprung              | 8,16 m A (0,0 m/s)                                                                 | Hugo Chila                                                       | 23. November 2009  | Sucre             |
| Dreisprung              | 17,03 m A (+0,3 m/s)                                                               | Hugo Chila                                                       | 25. November 2009  | Sucre             |
| Kugelstoßen             | 17,76 m                                                                            | Eduardo Espin                                                    | 8. April 2016      | Santiago de Chile |
| Diskuswurf              | 51,56 m A                                                                          | Juan José Caicedo                                                | 31. Mai 2012       | Cuenca            |
| Hammerwurf              | 61,96 m A                                                                          | Guillermo Braulio                                                | 15. Mai 2010       | Quito             |
| Speerwurf               | 74,68 m A                                                                          | José Escobar                                                     | 15. März 2015      | Cuenca            |
| Zehnkampf               | 7029                                                                               | Oscar Mina                                                       | 20. Mai 2007       | Guayaquil         |
| Zehnkampf               | 10,98 s 6,26 m 13,62 m 2,04 m 49,61 s / 16,46 s 39,92 m 3,80 m 49,75 m 4:44,90 min |                                                                  |                    |                   |
| 20-km-Gehen (Straße)    | 1:17:21 h                                                                          | Jefferson Pérez                                                  | 23. August 2003    | Paris             |
| 50-km-Gehen (Straße)    | 3:42:57 h                                                                          | Andrés Chocho                                                    | 6. März 2016       | Ciudad Juárez     |
| 4-mal-100-Meter-Staffel | 39,80 s A                                                                          | - Luis Morán - Franklin Nazareno - Oscar Mina - Hugo Chila       | 23. November 2009  | Sucre             |
| 4-mal-400-Meter-Staffel | 3:10,83 min                                                                        | - Cristian Gutiérrez - Luis Morán - Dick Perlaza - Ernesto Borja | 15. September 2001 | Ambato            |

### Freiluft-Rekorde, Frauen
| Disziplin               | Rekord                                                      | Athletin/Athletinnen                                                 | Datum              | Ort          |
| ----------------------- | ----------------------------------------------------------- | -------------------------------------------------------------------- | ------------------ | ------------ |
| 100 m                   | 10,99 s (+0,9 m/s)                                          | Ángela Tenorio                                                       | 22. Juli 2015      | Toronto      |
| 200 m                   | 22,84 s A (+0,5 m/s)                                        | Ángela Tenorio                                                       | 31. Mai 2015       | Cuenca       |
| 400 m                   | 53,44 s                                                     | Lucy Jaramillo                                                       | 8. Juni 2007       | São Paulo    |
| 800 m                   | 2:05,68 min                                                 | Adriana Martínez                                                     | 5. Juni 1994       | Sevilla      |
| 1500 m                  | 4:17,70 min                                                 | Janeth Caizalitin                                                    | 15. September 1990 | Manaus       |
| 5000 m                  | 15:49,33 min                                                | María Pastuña                                                        | 14. Juni 2015      | Lima         |
| 10.000 m                | 32:42,25 min                                                | Martha Tenorio                                                       | 31. Mai 1992       | Vancouver    |
| Marathon                | 2:27:57 h                                                   | Martha Tenorio                                                       | 19. April 1999     | Boston       |
| 100 m Hürden            | 13,16 s (+0,2 m/s)                                          | Nancy Vallecilla                                                     | 13. August 1987    | Indianapolis |
| 400 m Hürden            | 56,50 s                                                     | Lucy Jaramillo                                                       | 23. Juni 2012      | Cali         |
| 3000 m Hindernis        | 10:11,98 min                                                | Mónica Amboya                                                        | 6. August 2004     | Huelva       |
| Hochsprung              | 1,82 m                                                      | Nancy Vallecilla                                                     | 11. Mai 1985       | Mainz        |
| Stabhochsprung          | 3,80 m A                                                    | Ana Gabriela Quinonez                                                | 30. August 2016    | Cuenca       |
| Weitsprung              | 6,50 m A (+0,6 m/s)                                         | Yuliana Angulo                                                       | 10. Mai 2015       | Medellín     |
| Dreisprung              | 13,08 m (+1,5 m/s)                                          | Lorena Mina                                                          | 19. Mai 2007       | Guayaquil    |
| Kugelstoßen             | 15,20 m                                                     | Carmen Chalá                                                         | 20. November 1995  | Guayaquil    |
| Diskuswurf              | 48,98 m                                                     | Carmen Chalá                                                         | 16. Oktober 1994   | Quito        |
| Hammerwurf              | 63,15 m A                                                   | Zuleima Mina                                                         | 15. Juni 2013      | Quito        |
| Speerwurf               | 47,70 m A                                                   | Jenny Llulluna                                                       | 27. Februar 2005   | Cuenca       |
| Siebenkampf             | 5925                                                        | Nancy Vallecilla                                                     | 26. Mai 1985       | Götzis       |
| Siebenkampf             | 13,84 s 1,78 m 11,32 m 24,64 s / 6,05 m 37,18 m 2:10,51 min |                                                                      |                    |              |
| 20-km-Gehen (Straße)    | 1:31:25 h                                                   | Miriam Ramón                                                         | 7. Mai 2005        | Lima         |
| 4-mal-100-Meter-Staffel | 45,90 s                                                     | - Ondina Rodríguez - Maritza Valencia - Sulay Nazareno - Ana Caicedo | 27. Oktober 1998   | Cuenca       |
| 4-mal-400-Meter-Staffel | 3:41,69 min                                                 | - Deysi Tenorio - Karina Caicedo - Grace Arias - Lucy Jaramillo      | 27. Juni 2004      | Barquisimeto |

## Nichtolympische Disziplinen

### Freiluft-Rekorde, Männer
| Disziplin             | Rekord      | Athlet        | Datum           | Ort          |
| --------------------- | ----------- | ------------- | --------------- | ------------ |
| 3000 m                | 7:47,06 min | Bayron Piedra | 19. Mai 2010    | Belém        |
| Halbmarathon          | 1:01:27 h   | Rolando Vera  | 21. Januar 1996 | Tokio        |
| 20.000-m-Gehen (Bahn) | 1:20:23,8 h | Andrés Chocho | 5. Juni 2011    | Buenos Aires |

### Freiluft-Rekorde, Frauen
| Disziplin             | Rekord      | Athletin       | Datum           | Ort            |
| --------------------- | ----------- | -------------- | --------------- | -------------- |
| 3000 m                | 9:18,1 min  | Martha Tenorio | 3. Juni 1992    | Victoria       |
| Halbmarathon          | 1:11:40 h   | Martha Tenorio | 23. August 1998 | Rio de Janeiro |
| 20.000-m-Gehen (Bahn) | 1:33:18,0 h | Yadira Guamán  | 5. Juni 2011    | Buenos Aires   |